# Silent Hill: Book of Memories
Silent Hill: Book of Memories is een computerspel ontwikkeld door WayForward en uitgegeven door Konami voor de PlayStation Vita als spin-off deel in de Silent Hill-serie. Het dungeon crawlerspel is uitgekomen in de VS op 16 oktober 2012, in Europa op 2 november 2012 en in Japan op 14 februari 2013.

## Plot
De speler creëert in het spel een eigen personage dat aan het begin van het spel het mysterieuze 'boek der herinneringen' ontvangt, met hierin haar of zijn hele levensverhaal. De speler probeert zijn leven te verbeteren met onvoorziene consequenties.

## Spel
Het spel bevat elementen uit het rollenspelgenre. In de loop van het spel behaalt de speler ervaringspunten en kan hiermee de eigen vaardigheden verbeteren en versterken. Men verzamelt stukjes van een puzzel in elk themagebied om zo de puzzel op te lossen. Er zijn vijf alternatieve eindes mogelijk in het spel, op basis van welke keuzes de speler maakt. Een zesde afloop is bedoeld als grap in de traditie van eerdere Silent Hill-spellen. Het is de eerste keer in de Silent Hill-serie dat er ondersteuning voor meerdere spelers is (multiplayer).

## Ontvangst
| Recensiescore       | Recensiescore |
| Recensieverzamelaar | Score         |
| ------------------- | ------------- |
| Metacritic          | 58%           |
| Publicist           | Score         |
| Destructoid         | 6,5           |
| GameSpot            | 6             |
| GamesRadar+         | 2/5           |
| IGN                 | 6,0           |
| Polygon             | 4             |

Silent Hill: Book of Memories ontving gemengde recensies. Men prees het grafische gedeelte, de gameplay en de hoge amusementswaarde. Kritiek was er op het verhaal dat onlogisch zou overkomen en niet was gekoppeld aan de spelervaring. Ook zou het spel onvoldoende beantwoorden aan de horrorwortels van de spelserie.
Op aggregatiewebsite Metacritic heeft het spel een verzamelde score van 58%.